# Jak and Daxter: The Precursor Legacy
Jak and Daxter: The Precursor Legacy, pubblicato come Jak x Daxter: Kyū sekai no isan (ジャック×ダクスター 旧世界の遺産?, Jakku × Dakusutā kyū sekai no isan, lett. "Jak x Daxter: L'eredità del vecchio mondo") in Giappone, è un videogioco a piattaforme del 2001, sviluppato da Naughty Dog e pubblicato da Sony Interactive Entertainment in esclusiva per PlayStation 2. Si tratta del primo capitolo della saga di videogiochi Jak and Daxter.
Nel 2011 uscì, insieme ai due seguiti, in una trilogia rimasterizzata per PlayStation 3, mentre dal dicembre 2017, si può scaricare su PlayStation 4 dal PlayStation Network (solo in formato digitale) la versione per PlayStation 2.

## Trama
Jak e Daxter sono due ragazzi che abitano nel villaggio di Sandover, combinando guai di ogni genere senza il minimo controllo. Un giorno, decidono di compiere un grave atto di disobbedienza verso Samos, il Saggio Verde: andare ad esplorare da soli l'Isola della nebbia.
In quel luogo, scoprono degli strani individui malvagi ordinare ad alcuni mostri, chiamati Lurker, di recuperare oggetti Precursor. Esplorando la zona, vengono scoperti da un Lurker e, durante lo scontro, Daxter finisce dentro una vasca di Eco oscuro, una sostanza liquida di colore viola-nero in grado di trasformare la materia, fino a toglierle l'essenza. Fortunatamente, Daxter ne esce quasi subito, ma i suoi effetti sono immediati, e lo sfortunato ragazzino si trasforma in uno strano essere peloso, metà lontra e metà donnola, chiamata lonnola (o Ottsel).
Al ritorno, Samos (dopo averli abbondantemente rimproverati) spiega loro che l'unico modo per curare Daxter dalla sua maledizione è portarlo da Gol Acheron, l'unico saggio che abbia studiato l'Eco oscuro abbastanza a lungo da conoscerne i segreti. Jak e Daxter partono così in un viaggio verso nord, aiutati da Keira, una ragazza esperta in meccanica e robotica, figlia di Samos, la quale si intuisce avere uno speciale rapporto con Jak.
Durante il cammino, nel corso del quale scopriranno che gli altri saggi, colleghi di Samos, sono misteriosamente scomparsi, i protagonisti scopriranno che Gol e sua sorella Maia (i due individui che precedentemente Jak e Daxter avevano visto al comando dei Lurker sull'Isola della nebbia) sono stati corrotti dall'Eco oscuro e, bramosi di ottenere nuovi, inquietanti e terribili poteri, rapiscono tutti i saggi che abitano i villaggi vicini (il Saggio Blu, il Saggio Rosso, e infine il Saggio Giallo) per usare la loro energia e cercare di riaprire i silos oscuri, enormi contenitori di Eco oscuro sigillati un tempo dai Precursor.
Per fare ciò, i due intendono servirsi di un robot Precursor, da loro opportunamente modificato. Jak e Daxter saliranno in cima al silo ed ingaggeranno una terribile battaglia con i due folli. Nel momento cruciale, le energie combinate dell'Eco, arrivano a crearne una nuova varietà, l'Eco luminoso (fino ad allora considerato niente più che una leggenda). Daxter rinuncerà alla sua ultima possibilità di tornare normale e spingerà Jak ad usare la nuova arma ottenuta per distruggere il robot. Gol e Maia, quindi, cadranno all'interno del silo di Eco Oscuro, che si richiuderà su di loro.
Il giocatore, dopo questo finale, può collezionare tutte le Batterie per poter sbloccare il Grande Tempio dei Precursor, per scoprirne i favolosi segreti. Il gioco si conclude con l'espressione meravigliata dei protagonisti e accecanti raggi di luce, senza far sapere al giocatore cosa c'è all'interno. Il suo contenuto diverrà noto nel filmato iniziale di Jak II: Renegade.

## Personaggi e doppiatori
| Personaggio         | Doppiatore originale | Doppiatore italiano |
| ------------------- | -------------------- | ------------------- |
| Daxter              | Max Casella          | Daniele Demma       |
| Samos il saggio     | Warren Burton        | Giovanni Battezzato |
| Gol                 | Dee Snider           | Francesco Orlando   |
| Keira               | Anna Garduño         | Stefania Patruno    |
| Maia                | Jennifer Hagood      | Elisabetta Cesone   |
| Sindaco             | Bob Hastings         | Paolo Torrisi       |
| Zio                 | Jack Carter          | Paolo Torrisi       |
| Contadino           | William Minkin       | Paolo Torrisi       |
| Pescatore           | Kevin Conroy         | Stefano Albertini   |
| Scultore            | David Herman         | Luca Bottale        |
| Oracolo             | Michael Gollom       | Claudio Moneta      |
| Boggy Billy         | David Herman         | Gianni Gaude        |
| Giocatore d'azzardo | Brian Peck           | Aldo Stella         |
| Geologa             | Carole Ruggier       | Alessandra Felletti |
| Guerriero           | Marc Worden          | Alberto Olivero     |
| Gordy               | Paul Parducci        | Stefano Albertini   |
| Willard             | Alan Blumenfeld      | Andrea De Nisco     |
| Saggio blu          | John Di Crosta       | Francesco Orlando   |
| Saggio rosso        | Sherman Howard       | Gianni Gaude        |
| Saggio giallo       | Jason Harris         | Claudio Moneta      |

## Modalità di gioco
In Jak and Daxter: The Precursor Legacy il giocatore veste i panni di Jak accompagnato dalla sua spalla nonché migliore amico Daxter (una sottospecie di animale misto tra una lontra e una donnola di colore arancione). Il gioco consiste nel raccogliere un certo numero di collezionabili tra cui Globi Precursor e Batterie, che sono l'oggetto principale da raccogliere in quanto servono per andare avanti nella storia, si possono ottenere batterie anche facendo missioni assegnate dai vari personaggi oppure fare scambi con i Globi Precursor.
La caratteristica principale del gameplay è però l'Eco ovvero dell'energia che si divide in 4 colori:Verde, Blu, Giallo e Rosso. L'eco verde serve per ottenere energia vitale, l'eco Blu per andare veloci e attivare gli oggetti, quello giallo per sparare e quello rosso per aumentare la forza degli attacchi. Il gioco è caratterizzato dall'assenza di caricamenti e presenta un mondo totalmente esplorabile a piacimento.

## Accoglienza
Il gioco è stato accolto molto positivamente dalla critica che ne ha lodato il gameplay, la grafica e le ambientazioni. È stato anche un buon successo commerciale diventando uno dei videogiochi più venduti per PS2.